# 巴尔梅尔
巴尔梅尔（Barmer），是印度拉贾斯坦邦巴尔梅尔县的一个城镇。总人口83517（2001年）。

## 人口
该地2001年总人口83517人，其中男性45089人，女性38428人；0—6岁人口12898人，其中男6868人，女6030人；识字率66.48%，其中男性为78.02%，女性为52.94%。